# Canon PowerShot G7
PowerShot G6 PowerShot G9
Le PowerShot G7 est un appareil photo numérique compact fabriqué par Canon.
Lancé en décembre 2006, cet appareil est le successeur du populaire PowerShot G6. Il est différent du G6 de par ses caractéristiques et de par son design retro.

## Caractéristiques
- Type de capteur :	CCD - Taille du capteur : 1/1.8"
- Nombre de pixels : 10,4 millions de pixels, 10 millions effectifs
- Taille d'image (définition) :
  - L = 3648 × 2736
  - M1 = 2816 × 2112
  - M2 = 2272 × 1704
  - M3 = 1600 × 1200
  - S = 640 × 480
  - W = 3648 × 2048
- Objectif :
  - Zoom optique 6X stabilisé 7.4 - 44,4 mm
  - 35 - 210 mm (équiv. 35 mm)
  - Diaphragme 	f2.8 - f4.8
- Écran LCD : TFT 2,5" 207 000 pixels
- Sensibilité :	Auto, 80, 100, 200, 400, 800, 1600 et High Auto ISO
- Posemètre : Matricielle, Pondérée centrale ou Spot
- Balance des blancs : Auto, Jour, Nuageux, Fluorescent, Fluorescent H, Tungstène, Flash, Sous-marin et Perso
- Modes d'exposition :	P, S, A, M et programmes résultats
- Mise au point : 9 points AiAF, 1 point centré ou mobile + reconnaissance de visage
- Obturateur :	Mécanique + électronique
- Vitesse d'obturation : 15 s - 1/2500 s avec réduction du bruit à moins de 1,3 s
- Compensation d'exposition :	± 2 EV en incréments de 1/3 EV
- Viseur :	optique, 80 % de l'image + correction dioptrique
- Modes Flash : 	Auto, On, Off, Réduction d'yeux rouges, synchro premier et second rideau
- Compensation au flash : ± 2 EV en incréments de 1/3 EV
- Portée du flash : Grand angle : 0.5 - 4 m (1.6 - 13.1') Télé : 0.5 - 2,5 m (1.6 - 8.2')
- Retardateur :	10 s, 2 s et Perso
- Délai entre 2 photos (haute définition) :	1 s entre 1re et 2e
- Démarrage :	2 s
- Sortie vidéo : 	NTSC ou PAL
- USB : 	USB 2.0 High Speed
- Mémoire :	SD (Secure Digital) / SDHC (Secure Digital High Capacity)
- Formats image :	JPEG, AVI avec son
- Capacité en images (Carte SD de 32 Mo) :
  - L = 6
  - M1 = 10
  - M2 = 14
  - M3 = 28
  - S = 109
  - W = 9
- Dimensions : largeur 106,4 mm (4.2") -  hauteur 71,9 mm (2.8") - profondeur 42,5 mm (1.7")
- Poids : 320 g (11.3 oz) boîtier seul
- Alimentation : Batterie lithium-ion NB-2LH
- Kit : Appareil, Sangle de cou, Batterie, Chargeur, Carte SD de 32 Mo, câbles USB et a/V, CDrom

## Le PowerShot G7 en action
La plage des vitesses disponibles va de 15 s à 1/2500 s. Par contre, toutes ces vitesses ne sont pas disponibles dans tous les modes. Les modes automatique et priorité à l'ouverture ne permettent pas d'utiliser des temps de pose supérieurs à 1 s. Pour aller au-delà, il faut passer en mode priorité à la vitesse (Mode Tv).
Dans les autres modes que Tv, lorsque l'ouverture sélectionnée impliquerait un temps de pose supérieur à 1 s, le symbole 1" clignote en rouge sur l'écran et l'image apparaît nettement sous-exposée. Pour corriger l'exposition, il faut changer les paramètres de sensibilité, d'ouverture ou, comme mentionné ci-dessus, passer en mode Tv.

## Les accessoires
Pour étendre les possibilités de l'appareil, Canon a prévu, d'une part, la griffe porte-flash qui permet de lui adjoindre tout type de flash compatible avec les appareils numériques réflexes et, d'autre part, une bague d'adaptation qui permet d'ajouter des compléments optiques pour étendre la plage de focale disponible, des filtres.

### Les compléments optiques
L'élément indispensable à tout complément optique est la bague d'adaptation LA-DC58H qui offre un pas de vis de diamètre 58 juste au-delà de l'extension maximale du zoom pour éviter le contact avec le complément.

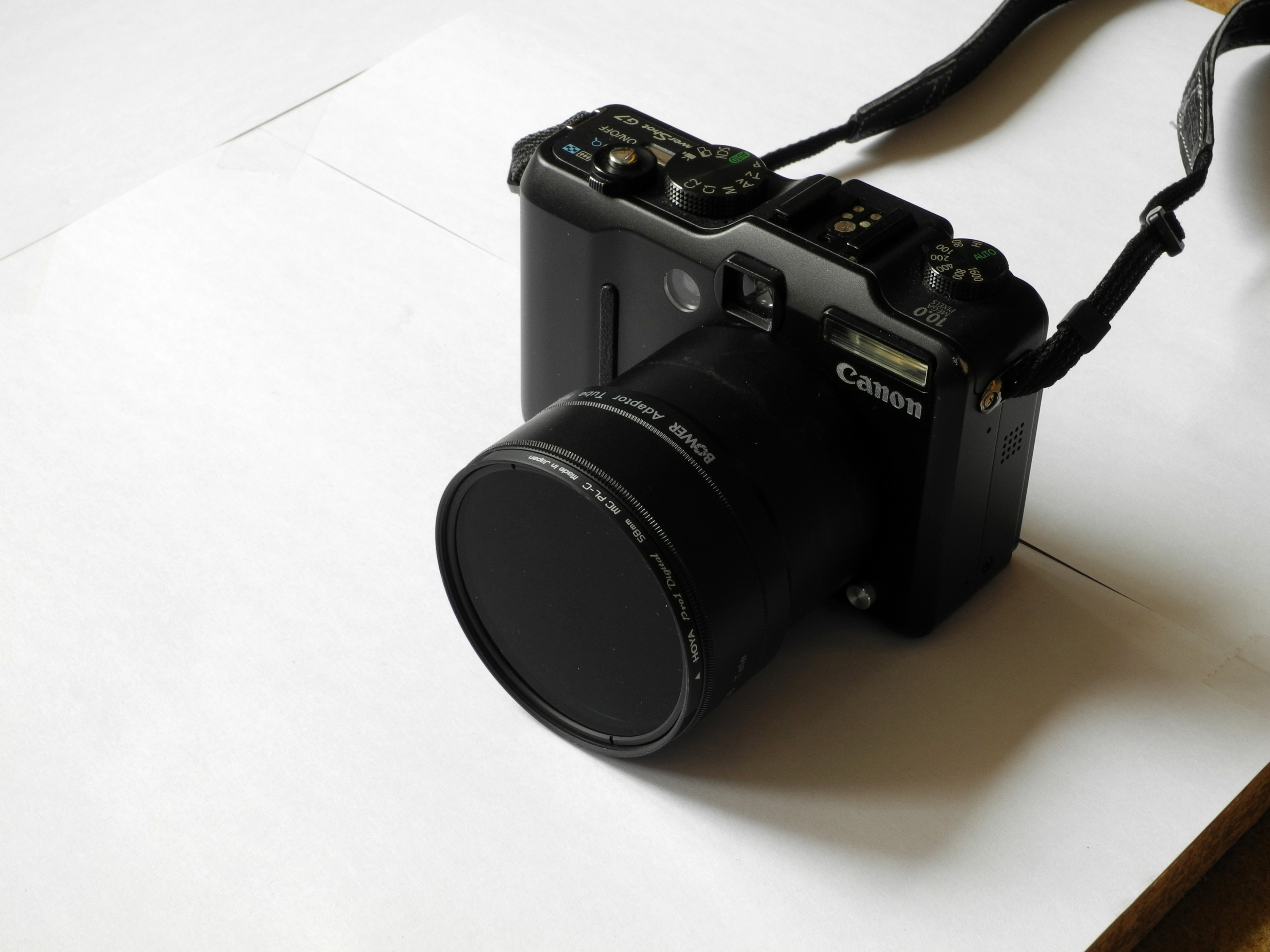
Canon PowerShot G7 équipé d'un filtre polarisant Hoya.
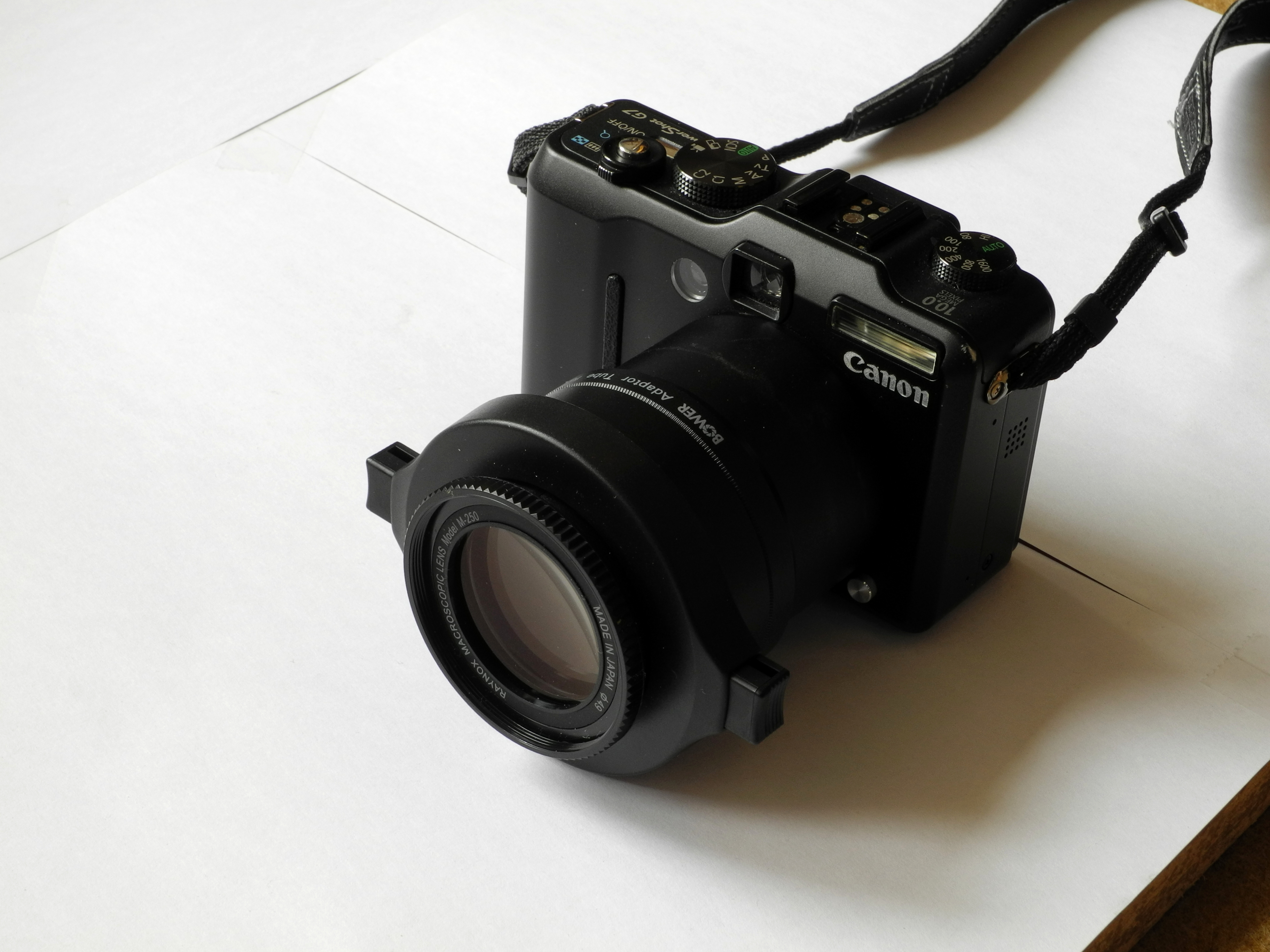
Canon PowerShot G7 équipé d'une bonnette macro Raynox DCR-250.